# تشارلز إدواردز ليستير
تشارلز إدواردز ليستير (بالإنجليزية: Charles Edwards Lester)‏ هو محامي ومؤرخ أمريكي، ولد في 1815، وتوفي في 1890.

## وصلات خارجية
- تشارلز إدواردز ليستير على موقع ميوزك برينز (الإنجليزية)
- تشارلز إدواردز ليستير على موقع ديسكوغز (الإنجليزية)